# Molophilus brevilobatus
Molophilus brevilobatus är en tvåvingeart som beskrevs av Alexander 1939. Molophilus brevilobatus ingår i släktet Molophilus och familjen småharkrankar. Inga underarter finns listade i Catalogue of Life.